# Ministar
Ministar je član vlade zadužen za određeni resor, odnosno područje. Obično je visoki državni dužnosnik. Ministar je podređen predsjedniku vlade i njemu je odgovoran, a ovisno o ustavnopravnom uređenju države, može biti odgovoran i parlamentu. Osobu za određenu ministarsku dužnost obično predlaža predsjednik vlade, ali ona mora uživati i povjerenje u parlamentu.
Ministar koji nema posebno dodijeljen resor obično se naziva ministar bez lisnice (bez resora ili bez portfelja). U nekim državnim uređenjima ministri s lisnicom (portfeljem) su oni čija su ministarstva utvrđena ustavom (redovito vanjskih poslova, unutrašnjih poslova, obrane itd.), dok su bez lisnice odnosno portfelja ministarstva ustanovljena zakonom, ili eventualno prenošenjem nekih ovlaštenja s predsjednika vlade.
U diplomaciji, ministar je šef diplomatske misije drugog razreda, akreditiran kod šefa države države primateljice. Također, ministar-savjetnik i opunomoćeni ministar su diplomatska zvanja visokog ranga.